# Vancouver Ravens
O Vancouver Ravens foi um clube profissional de box lacrosse, sediado em Vancouver, Canadá. O clube disputou a National Lacrosse League, entre 2002 a 2004.

## História
A franquia foi fundada em 2002 e teve duas temporadas com bons resultados e a de 2004 não alcançou os playoffs. A franquia acabou parando de competir por imbróglios jurídicos, não foi nem vendida e nem repassada, apenas foi descontinuada, e por fim apareceu outro clube na cidade o Vancouver Stealth. 